# Bosco di S. Adriano
Bosco di S. Adriano este o arie protejată (arie specială de conservare — SAC, sit de importanță comunitară — SCI) din Italia întinsă pe o suprafață de 6.821 ha, integral pe uscat.

## Localizare
Centrul sitului Bosco di S. Adriano este situat la coordonatele 37°38′07″N 13°18′02″E / 37.635278°N 13.300556°E.

## Înființare
Situl Bosco di S. Adriano a fost declarat sit de importanță comunitară în septembrie 1995 pentru a proteja 3 specii de plante și 19 specii de animale. Situl a fost protejat și ca arie specială de conservare în decembrie 2015.

## Biodiversitate
Situată în ecoregiunea mediteraneană, aria protejată conține 10 habitate naturale: Păduri de Quercus ilex și Quercus rotundifolia, Pseudostepă cu ierburi și specii anuale de Thero-Brachypodietea, Păduri de stejar alb estice, Râuri mediteraneene cu debit intermitent, cu specii de Paspalo-Agrostidion, Fânețe de joasă altitudine (Alopecurus pratensis, Sanguisorba officinalis), Pante stâncoase calcaroase cu vegetație casmofită, Izvoare petrifiante cu formare de travertin (Cratoneurion), Lacuri eutrofice naturale cu vegetație de tip Magnopotamion sau Hydrocharition, Tufărișuri termo-mediteraneene și de pre-deșert, Galerii de Salix alba și de Populus alba.
La baza desemnării sitului se află mai multe specii protejate:
- plante (3): Dianthus rupicola, Leontodon siculus, Tripolium sorrentinoi
- păsări (17): ciocârlie-de-câmp (Alauda arvensis), Alectoris graeca whitakeri, fâsă-de-câmp (Anthus campestris), Aquila fasciata, ciocârlie-cu-degete-scurte (Calandrella brachydactyla), caprimulg (Caprimulgus europaeus), dumbrăveancă (Coracias garrulus), șoim călător (Falco peregrinus), rândunică (Hirundo rustica), capîntortură (Jynx torquilla), sfrâncioc cu cap roșu (Lanius senator), ciocârlie de pădure (Lullula arborea), ciocârlie de bărăgan (Melanocorypha calandra), gaia neagră (Milvus migrans), gaia roșie (Milvus milvus), pietrar mediteranean (Oenanthe hispanica), turturică (Streptopelia turtur)
- nevertebrate (1): croitorul mare al stejarului (Cerambyx cerdo)
- reptile (1): Emys trinacris

Pe lângă speciile protejate, pe teritoriul sitului au mai fost identificate 98 de specii de plante, 2 specii de păsări, 3 specii de amfibieni, 4 specii de mamifere, 54 de specii de nevertebrate, 4 specii de reptile.